# Заберново
Заберново (болг. Заберново) — село в Бургасской области Болгарии. Входит в состав общины Малко-Тырново. Находится примерно в 14 км к северу от центра города Малко-Тырново и примерно в 45 км к югу от центра города Бургас. По данным переписи населения 2011 года, в селе  проживало 103 человека, преобладающая национальность — болгары.

## Население
| Год     | 1934 | 1946 | 1956 | 1965 | 1975 | 1985 | 1992 | 2001 | 2011 |
| ------- | ---- | ---- | ---- | ---- | ---- | ---- | ---- | ---- | ---- |
| Жителей | 358  | 470  | 451  | 409  | 305  | 260  | 236  | 162  | 103  |

|  |